# Warszawa Szczęśliwicka
Warszawa Szczęśliwicka – stacja kolejowa w Warszawie zlikwidowana w 1975 roku.
Została wybudowana w 1927 roku. Znajdowała się w dzielnicy Ochota przy obecnym skrzyżowaniu ul. Szczęśliwickiej i ul. Bitwy Warszawskiej 1920 r. (d. Wery-Kostrzewy).
Dojeżdżały tam kolejki typu EN80.